# Charles Forgy
Charles Lanny Forgy (* 12. Dezember 1949 in Texas) ist ein US-amerikanischer Informatiker.
Forgy wurde bekannt aufgrund des von ihm entwickelten Rete-Algorithmus. Dieser fand in OPS5 und anderen Produktionssystemen Anwendung, um Expertensysteme entwickeln zu können.
| Personendaten    | Personendaten                      |
| ---------------- | ---------------------------------- |
| NAME             | Forgy, Charles                     |
| ALTERNATIVNAMEN  | Forgy, Charles Lanny               |
| KURZBESCHREIBUNG | US-amerikanischer Fachinformatiker |
| GEBURTSDATUM     | 12. Dezember 1949                  |
| GEBURTSORT       | Texas                              |